# Kalle Anka blir ängel
Kalle Anka blir ängel (engelska: Soup's On) är en amerikansk animerad kortfilm med Kalle Anka från 1948.

## Handling
När Knatte, Fnatte och Tjatte kommer hem för att äta kvällsmat är de smutsiga och vill inte tvätta sig, vilket leder till att Kalle Anka låser in dem på rummet utan mat. Pojkarna låtsas gråta så högt att Kalle hör dem, han får dåligt samvete och går in i pojkarnas rum. Men när han vänder ryggen till smyger de ut ur rummet för att ta av maten, och Kalle jagar efter dem. Under jaktens gång råkar Kalle ut för en olycka och blir medvetslös. Då passar pojkarna på att klä ut honom till en ängel för att spela honom ett spratt.

## Om filmen
Filmen hade svensk premiär den 15 augusti 1949 på biografen Skandia i Stockholm och visades tillsammans med västernfilmen Blod på månen (engelska: Blood on the Moon) med Robert Mitchum i huvudrollen.

## Rollista
- Clarence Nash – Kalle Anka, Knatte, Fnatte och Tjatte, Kajsa Anka[4]